# Cylisticus igiliensis
Cylisticus igiliensis är en kräftdjursart som beskrevs av Stefano Taiti och Franco Ferrara 1980. Cylisticus igiliensis ingår i släktet Cylisticus och familjen Cylisticidae. Inga underarter finns listade i Catalogue of Life.